# Sidon-sorozat
Sidon-sorozatnak vagy Sidon-halmaznak nevezzük természetes számoknak egy {\displaystyle A=\{a_{0},a_{1},a_{2},\dots \}} véges vagy végtelen sorozatát, ha az {\displaystyle A} elemeiből képzett valamennyi kéttagú {\displaystyle a_{i}+a_{j}(i\leq j)} összeg különböző. A sorozatok névadója Szidon Simon magyar matematikus, aki a Fourier-sorok tanulmányozása közben vezette be a fogalmat.

## Példák
Sidon-sorozatot alkotnak a {\displaystyle \{1,2,5,7\}} számok, és egy még be nem bizonyított sejtés szerint a természetes számok ötödik hatványainak {\displaystyle \{0,1,32,243,\dots \}} halmaza is.

## Kapcsolat a Golomb-vonalzóval
A Golomb-vonalzó egész számok egy sorozata, ahol az egyes pozíciók közötti összes távolság különböző.
Minden véges Golomb-vonalzó véges Sidon-sorozat, és fordítva, minden véges Sidon-sorozat Golomb-vonalzó. Ez belátható indirekt úton:
Tegyük fel indirekt, hogy S véges Sidon-sorozat, de nem Golomb-vonalzó. Ezért van négy eleme, amire {\displaystyle a_{i}-a_{j}=a_{k}-a_{l}}, így {\displaystyle a_{i}+a_{l}=a_{k}+a_{j}}, ami ellentmond annak, hogy S Sidon-sorozat. Ezért minden véges Sidon-sorozat Golomb-vonalzó.
Hasonlóan érvelve bizonyítható, hogy a véges Golomb-vonalzók Sidon-sorozatok.

## A véges Sidon-sorozatok hossza
Erdős Pál és Turán Pál felvetette azt a kérdést, hogy hány eleme lehet egy Sidon-sorozatnak, ha az összes tagja nem nagyobb egy adott x-nél. Bár sokan foglalkoztak vele, a kérdés még ma is nyitott.
Erdős és Turán belátta, hogy ha A egy x-ig terjedő Sidon-sorozat elemeinek száma legfeljebb {\displaystyle {\sqrt {x}}+O({\sqrt[{4}]{x}})}, és J. Singer konstrukciójával alsó korlátot adtak a maximális Sidon-sorozat hosszára: {\displaystyle {\sqrt {x}}(1-o(1))}.

## Végtelen Sidon-sorozatok
Ellenben, ha A egy végtelen Sidon-sorozat, és A(x) jelöli az x-ig terjedő szelet hosszát, akkor Erdős Pál eredményei szerint:
{\displaystyle \liminf {\frac {A(x){\sqrt {\log x}}}{\sqrt {x}}}\leq 1}
f
azaz a végtelen sorozatok ritkábbak a végesekre kapott felső korlátnál.
A másik irányban, S. Chowla és Mian megfigyelte, hogy mohó algoritmussal készíthető végtelen Sidon-sorozat, amire {\displaystyle A(x)>c{\sqrt[{3}]{x}}} minden x-re. Ajtai Miklós, Komlós János és Szemerédi Endre megjavította ezt az eredményt, ahol
{\displaystyle A(x)>{\sqrt[{3}]{x\log x}}.}
A legjobb alsó becslést Ruzsa Imre adta, aki kimutatta, hogy van Sidon-sorozat, amire
{\displaystyle A(x)>x^{{\sqrt {2}}-1-o(1)}}
Erdős Pál és Rényi Alfréd bebizonyította, hogy van olyan végtelen a0,a1,... sorozat, amiben minden n természetes számra legfeljebb c megoldása van az ai+aj=n egyenletnek.
Erdős egy sejtése szerint van nem konstans egész együtthatós polinom, ami Sidon-sorozatot ad a természetes számokon. Speciálisan, azt is felvetette, hogy vajon az ötödik hatványok halmaza Sidon-sorozat-e? Ruzsa közel jutott ehhez, amikor megmutatta, hogy van egy 0<c<1 irracionális szám, hogy az f(x)=x5+[cx4] függvény értékkészlete Sidon-sorozat, ahol [.] az egészrészt jelöli.